# Dysmicoccus
Genre
Dysmicoccus est un genre de cochenille de la famille de Pseudococcidae.

## Liste des espèces
- Dysmicoccus acaciarum Williams, 1985
- Dysmicoccus aciculus Ferris, 1950
- Dysmicoccus aggeris Williams, 1985
- Dysmicoccus ambiguus Morrison, 1925
- Dysmicoccus amnicola Williams & Watson, 1988
- Dysmicoccus angustus Ezzat & McConnell, 1956
- Dysmicoccus anicus Williams, 1985
- Dysmicoccus arcanus Cox, 1987
- Dysmicoccus aurantius Cockerell, 1901
- Dysmicoccus badachshanicus Nurmamatov, 1978
- Dysmicoccus banksi Williams, 1985
- Dysmicoccus bispinosus Beardsley, 1965
- Dysmicoccus boninsis Kuwana, 1909
- Dysmicoccus brachydactylus Miller & McKenzie, 1971
- Dysmicoccus brevipes Cockerell, 1893
- Dysmicoccus bundooranus Williams, 1985
- Dysmicoccus busoensis Williams & Watson, 1988
- Dysmicoccus cameronensis Takahashi, 1951
- Dysmicoccus carens Williams, 1970
- Dysmicoccus casuarinarum Williams, 1985
- Dysmicoccus celmisicola Cox, 1987
- Dysmicoccus cocotis Maskell, 1890
- Dysmicoccus comitatus Williams & Watson, 1988
- Dysmicoccus coorongae Williams, 1985
- Dysmicoccus crassisetosus Mamet, 1962
- Dysmicoccus cucurbitae Avasthi & Shafee, 1986
- Dysmicoccus dactylus Miller & McKenzie, 1971
- Dysmicoccus darienensis Williams & Granara de Willink, 1992
- Dysmicoccus delitescens Cox, 1987
- Dysmicoccus dengwuensis Ferris, 1954
- Dysmicoccus dennoi Kosztarab, 1996
- Dysmicoccus desertorum McKenzie, 1962
- Dysmicoccus difficilis Lobdell, 1930
- Dysmicoccus diodium McConnell, 1941
- Dysmicoccus fimbriatulus Cockerell & King in King, 1902
- Dysmicoccus finitimus Williams, 1994
- Dysmicoccus formicicola Maskell, 1892
- Dysmicoccus glandularis Bazarov, 1977
- Dysmicoccus grassii Leonardi, 1913
- Dysmicoccus hambletoni Williams & Granara de Willink, 1992
- Dysmicoccus hilli Froggatt, 1916
- Dysmicoccus howrahicus Williams, 1985
- Dysmicoccus hurdi McKenzie, 1962
- Dysmicoccus hylonomus Williams & Watson, 1988
- Dysmicoccus hypogaeus Williams, 1985
- Dysmicoccus innermongolicus Tang in Tang & Li, 1988
- Dysmicoccus inquilinus Newstead, 1920
- Dysmicoccus insulae Williams & Watson, 1988
- Dysmicoccus jenniferae Williams, 1985
- Dysmicoccus jizani Matile-Ferrero, 1984
- Dysmicoccus joannesiae Costa Lima, 1939
- Dysmicoccus junceus McConnell, 1941
- Dysmicoccus kaiensis Kanda, 1932
- Dysmicoccus kazanskyi Borchsenius, 1937
- Dysmicoccus kozari Pellizzari & Fontana, 1996
- Dysmicoccus laporteae Williams, 1985
- Dysmicoccus lasii Cockerell, 1896
- Dysmicoccus lemmatus Williams, 1985
- Dysmicoccus lepidii Williams, 1985
- Dysmicoccus mackenziei Beardsley, 1965
- Dysmicoccus macrozamiae Fuller, 1897
- Dysmicoccus mangaianus Williams & Watson, 1988
- Dysmicoccus mcdanieli Hollinger, 1917
- Dysmicoccus merrilli Ferris, 1953
- Dysmicoccus milleri Kosztarab, 1996
- Dysmicoccus mollis De Lotto, 1961
- Dysmicoccus morrisoni Hollinger, 1917
- Dysmicoccus moundi Williams, 1985
- Dysmicoccus mundaringae Williams, 1985
- Dysmicoccus neobrevipes Beardsley, 1959
- Dysmicoccus nesophilus Williams & Watson, 1988
- Dysmicoccus notialis Williams, 1985
- Dysmicoccus obesus Lobdell, 1930
- Dysmicoccus ornatus Cox, 1987
- Dysmicoccus oryzae Wirjati, 1959
- Dysmicoccus papuanicus Williams & Watson, 1988
- Dysmicoccus patulae Rau, 1938
- Dysmicoccus pauper Danzig, 1971
- Dysmicoccus perissus Williams, 1985
- Dysmicoccus pietroi Marotta, 1992
- Dysmicoccus pinicolus McKenzie, 1964
- Dysmicoccus polymeris Miller & McKenzie, 1971
- Dysmicoccus probrevipes Morrison, 1929
- Dysmicoccus prochilus Williams, 1985
- Dysmicoccus queenslandianus Williams, 1985
- Dysmicoccus quercicolus Ferris, 1918
- Dysmicoccus racemus McKenzie, 1967
- Dysmicoccus radicis Green, 1933
- Dysmicoccus rapaneae Williams & Granara de Willink, 1992
- Dysmicoccus roseotinctus Cockerell & Cockerell, 1901
- Dysmicoccus rupestris Cox, 1987
- Dysmicoccus ryani Coquillett, 1889
- Dysmicoccus salmonacea Cockerell, 1901
- Dysmicoccus saustralis Qin & Gullan, 1990
- Dysmicoccus senegalensis Balachowsky, 1953
- Dysmicoccus shintenensis Takahashi, 1934
- Dysmicoccus sylvarum Williams & Granara de Willink, 1992
- Dysmicoccus texensis Tinsley, 1900
- Dysmicoccus tibouchinae Hambleton, 1935
- Dysmicoccus timberlakei Cockerell, 1916
- Dysmicoccus triadus Williams, 1987
- Dysmicoccus trispinosus Hall, 1923
- Dysmicoccus vaccinii Miller & Polavarapu, 1997
- Dysmicoccus vacuatus McKenzie, 1967
- Dysmicoccus victorianus Williams, 1985
- Dysmicoccus viticis Green, 1929
- Dysmicoccus walkeri Newstead, 1891
- Dysmicoccus waustensis Qin & Gullan, 1990
- Dysmicoccus williamsi Avasthi & Shafee, 1981
- Dysmicoccus wistariae Green, 1923

## Source de la traduction
- (en) Cet article est partiellement ou en totalité issu de l’article de Wikipédia en anglais intitulé « Dysmicoccus » (voir la liste des auteurs).